# طوخ
مدينة طوخ، مدينة وقاعدة مركز تقع بمحافظة القليوبية.

## التاريخ
مدينة طوخ من القرى القديمة، حيث وردت باسم طوخ مجول في أعمال الشرقية ضمن قرى الروك الصلاحي التي أحصاها ابن مماتي في كتاب قوانين الدواوين، كما وردت باسم طوخ مجول من أعمال القليوبية ضمن قرى الروك الناصري التي أحصاها ابن الجيعان في كتاب «التحفة السنية بأسماء البلاد المصرية». وفي العصر العثماني كان اسمها في تربيع سنة 933هـ/1527م الذي أجراه الوالي العثماني سليمان باشا الخادم في عصر السلطان العثماني سليمان القانوني طوخ مجول ضمن قرى ولاية القليوبية، وفي تاريخ 1228هـ/1813م الذي عدّ قرى مصر بعد المسح الذي قام به محمد علي باشا باسم طوخ الملق ضمن قرى مديرية القليوبية.